# آق‌درق (مشگین‌شهر)
آق‌درق یک روستا در ایران است که در شهرستان مشگین‌شهر استان اردبیل واقع شده‌است. آق درق ۱۶۴ نفر جمعیت دارد.

## جمعیت
این روستا در دهستان مشگین شرقی قرار دارد و براساس سرشماری مرکز آمار ایران در سال ۱۳۸۵، جمعیت آن ۱۶۴ نفر (۴۲ خانوار) بوده‌است.